# ボルゴカルボナーラ
ボルゴカルボナーラ（伊: Borgocarbonara）は、イタリア共和国ロンバルディア州マントヴァ県にある、人口約1,900人の基礎自治体（コムーネ）。
2019年1月30日にボルゴフランコ・スル・ポーとカルボナーラ・ディ・ポーが合併して発足した。

## 地理

### 位置・広がり

#### 隣接コムーネ
隣接するコムーネは以下の通り。括弧内のROはロヴィーゴ県所属を示す。
- ベルガンティーノ (RO)
- ボルゴ・マントヴァーノ
- カステルノーヴォ・バリアーノ (RO)
- マニャカヴァッロ
- メラーラ (RO)
- オスティーリア
- セルミデ・エ・フェローニカ

### 気候分類・地震分類
気候分類では、zona E, 2355 GGに分類される。
また、イタリアの地震リスク階級 (it) では、zona 3 (sismicità bassa) に分類される。

## 行政

### 分離集落
ボルゴカルボナーラには、以下の分離集落（フラツィオーネ）がある。
- Bonizzo, Borgofranco sul Po, Masi, Carbonarola, Cavo, Vallaźza (stazione ferroviaria)

## 自然・環境
ポー川のかつての中洲である Isola Boscone は、ラムサール条約の定める「国際的に重要な湿地」に登録されている。イタリアのラムサール条約登録地一覧も参照。